# David Miller (zanger)

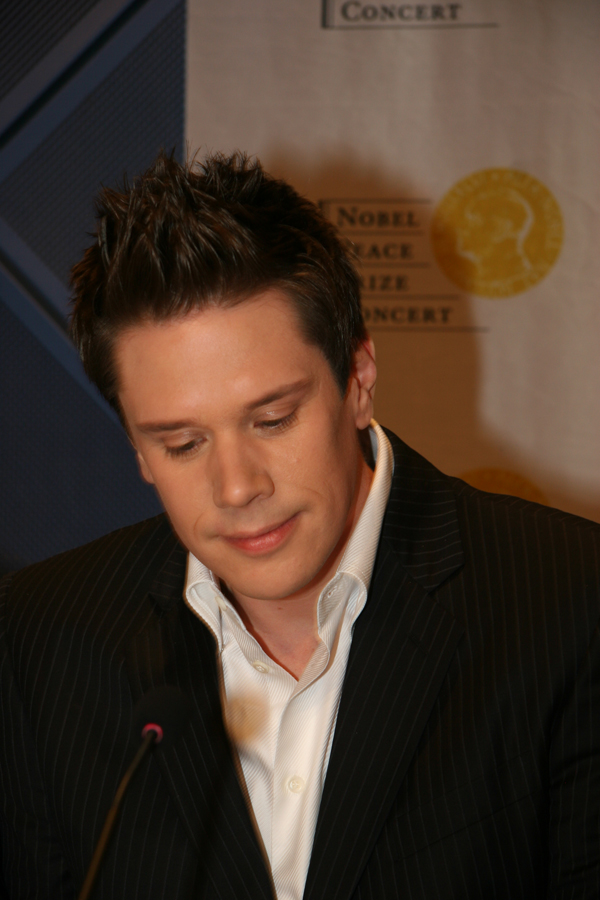
David Miller in 2008

David Miller (14 april 1973) is een Amerikaanse tenor en zanger bij Il Divo.
Hij is geboren in San Diego maar groeide op in Littleton, Colorado, en studeerde in 1991 af aan de Heritage High School.
Op school speelde hij al in musicals, zoals the Rooster in Annie en Noah in Two by Two. Later studeerde hij met onderscheiding af aan de Oberlin Conservatory of Music met diploma's in Vocal Performance en Opera Theatre.
Hij speelde reeds rollen in opera's zoals:
- Des Grieux in Manon,
- Romeo in Romeo en Julia,
- Alfredo in La traviata en
- Tamino in Die Zauberflöte met de Pacific Opera.

Op 6 mei 1998 trad hij op, samen met andere operazangers, voor toenmalig president Bill Clinton in het Witte Huis.
In 2000 maakte hij zijn debuut met de Australische Opera aan het Teatro alla Scala in Milaan, als Tony in West Side Story, dit met groot succes en uitstekende recensies.
Zijn rol als Rodolfo (2002) in Giacomo Puccini's La bohème wordt door velen gezien als zijn beste werk. Dit theaterstuk, bewerkt door Baz Luhrmann, moderniseerde de opera, in een poging om een jonger publiek naar Broadway te halen.
In december 2003 werd hij lid van Il Divo, samen met Urs Bühler (Zwitserland), Sébastien Izambard (Frankrijk) en Carlos Marín (Spanje).
- International Standard Name Identifier: 0000 0000 4138 0557
- Library of Congress Control Number: no95029940
- MusicBrainz: 1ad2518a-31af-4112-8302-21edafa8fc1f
- Virtual International Authority File: 51273258
- WorldCat: E39PBJvHdCDxcdHkqRgJqBjBfq